# Augustin Haffner
Augustin Haffner (* um 1550; † 20. März 1616 in Wien) war Handelsmann und von 1604 bis 1607 Bürgermeister von Wien.

## Leben
Augustin Haffner war der Sohn des Schneidermeisters Augustin Haffner, der 1565 starb und ein Haus am Kohlmarkt 18 besaß. Dieses vom Vater ererbte Haus verkaufte der Sohn 1569 und übersiedelte in das Haus seiner Mutter Elisabeth, geborene Stueter, auf der Freyung 1, das er nach deren Tod 1580 erbte. Nach dem Tod seiner ersten Ehefrau Magdalena 1585 heiratete er im selben Jahr Eva Ernst, die Tochter Paul Ernsts, der Mitglied des Äußeren Rates der Stadt war.
Augustin Haffner wurde 1580 Mitglied des Äußeren Rats der Stadt, 1582 Stadtgerichtsbeisitzer und Kirchmeister von St. Stephan, 1584 schließlich Mitglied des Inneren Rates der Stadt. 1594 wurde Haffner Oberkämmerer, der für die Finanzen der Stadt verantwortlich war. Der Katholik Haffner wurde am 21. Dezember 1603 zum Bürgermeister gewählt und stand dem katholischen Stadtrat von 1604 bis 1607 vor, in einer Zeit, in der die mehrheitlich evangelische Bevölkerung durch die Gegenreformation wieder zum katholischen Glauben zurückgeführt werden sollte.
Augustin Haffner war sehr vermögend; er besaß bei seinem Tod acht Häuser in Wien, ein großes Anwesen in Mödling und zahlreiche Weingärten. Zu seinen Besitzungen gehörte das bereits erwähnte Haus auf der Freyung, das er um das 1596 erworbene Nachbarhaus erweitert hatte, das 1603 von seiner Frau erworbene Haus am Graben 17, und der 1607 erworbene Gundelhof am Bauernmarkt, den er umbauen und um die Thomaskapelle erweitern ließ. Außerdem war Haffner als Geldverleiher tätig.
Haffners Tochter Barbara heiratete 1606 den späteren Bürgermeister Paul Wiedemann.